# Archie Bronson Outfit
Archie Bronson Outfit est un groupe de rock britannique, originaire de Londres, en Angleterre. 

## Biographie
Originaire tous du Somerset, les trois membres du groupe déménagent à Bath pour suivre des études artistiques. C'est en passant dans un pub où ils jouaient que Laurence Bell (patron de Domino Records) repère ce trio et signe un contrat avec eux. L'année 2004 apportera l'album Fur, produit par Jamie « Hotel » Hince (The Kills).
Deux ans plus tard, le 3 avril 2006, c'est au tour de Derdang Derdang de sortir, album enregistré à Nashville et produit par Jacquire King. Cet album est très bien accueilli par les critiques (le magazine londonien Time Out donne à ce disque cinq étoiles sur cinq), et est classé par Mojo à la 5e place des meilleurs disques de l'année 2006.
Archie Bronson Outfit publie un troisième album, Coconut, le 1er mars 2010. Il s'agit de leur premier album en quatre ans chez Domino Records. Ils tournent au Royaume-uni en soutien à l'album en mars 2010. Le quatrième album du groupe, Wild Crush, est publié le 19 mai 2014 toujours chez Domino Records.

## Membres
- Sam Windett - chant, guitare
- Dorian « Dog » Hobday - guitare, basse
- Mark « Arp » Cleveland - batterie

## Discographie

### Albums studio
- 2004 : Fur (Domino Records)
- 2006 : Derdang Derdang (Domino Records)
- 2010 : Coconut (Domino Records)
- 2014 : Wild Crush (Domino Records)